# František Ševčík

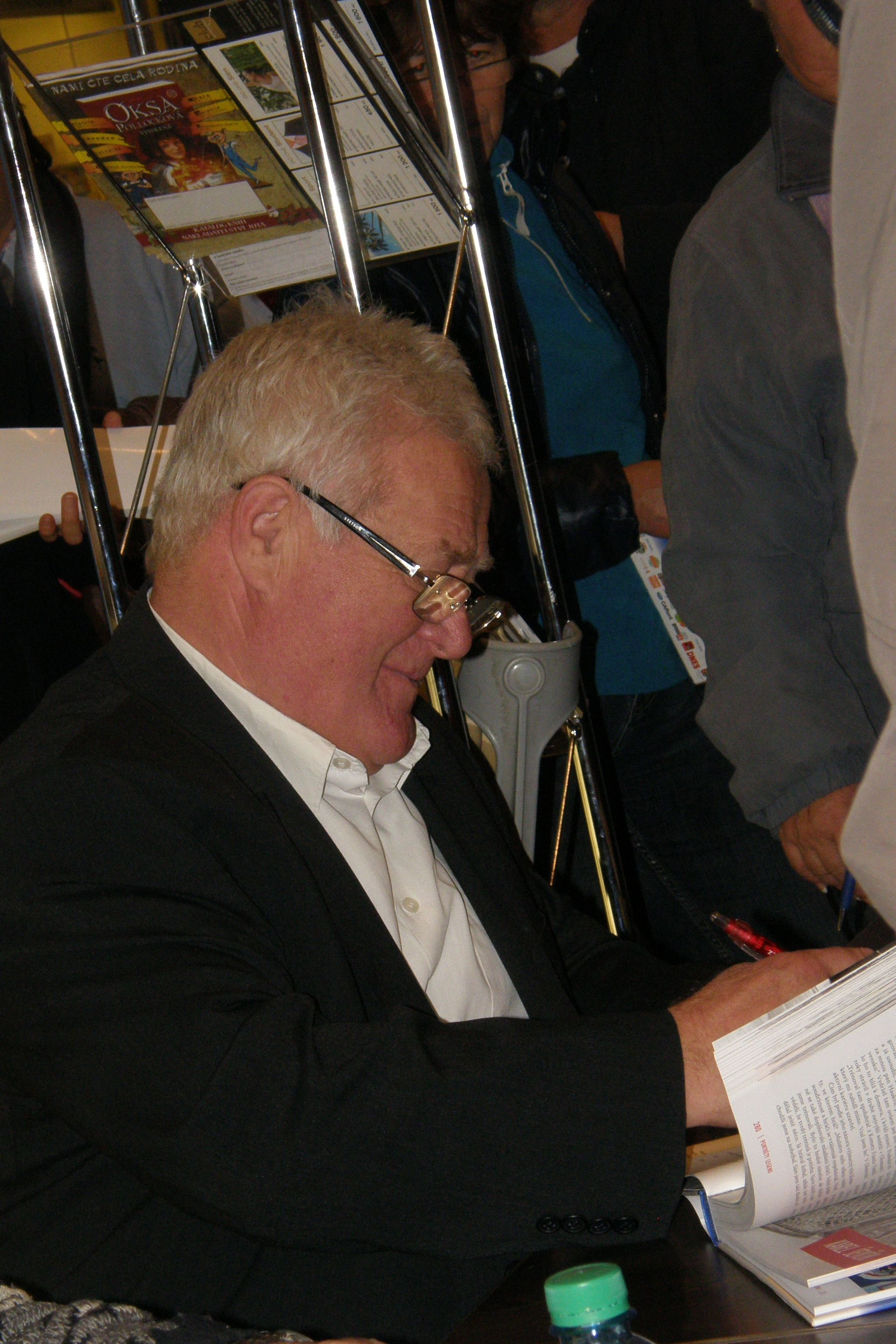
František Ševčík (2011)

František „Ježek“ Ševčík (* 11. Januar 1942 in Vilémovice, Reichsprotektorat Böhmen und Mähren; † 22. Juli 2017 in Brünn) war ein tschechoslowakischer Eishockeyspieler. Über viele Jahre spielte er bei Zenit Brno und der tschechoslowakischen Nationalmannschaft auf dem rechten Flügel.

## Karriere
František Ševčík spielte zwischen 1961 und 1973 in der 1. Liga, höchsten tschechoslowakischen Eishockeyliga, für Zenit Brno. Mit dem Klub wurde er zwischen 1962 und 1966 fünf Jahre hintereinander tschechoslowakischer Meister und erzielte in 485 Saisonspielen 172 Tore und 108 Assists. Ab 1973 spielte er dann in der zweitklassigen 1. ČNHL, der tschechischen Nationalliga, für Baník Karviná und ab 1975 für den TJ Železárny Prostějov. Zwischen 1978 und 1982 spielte er noch auf Amateurebene bei Metru Blansko und in seiner Heimatstadt bei Sokol Vilémovice.
Sehr große Erfolge hatte Ševčík bei internationalen Titelkämpfen. Mit der tschechoslowakischen Herrenauswahl gewann er eine Medaille bei Olympischen Winterspielen und fünf Medaillen bei Weltmeisterschaften. Seine erste Berufung in das Nationalteam erhielt er für die Eishockey-Weltmeisterschaft 1965, wo die Auswahl der ČSSR die Silbermedaille errang. Ab diesem Zeitpunkt nahm Ševčík jährlich an der Weltmeisterschaft teil. Drei Jahre später wurde er in den Kader für die Olympischen Winterspiele 1968 berufen und gewann die Silbermedaille, die gleichzeitig als Vize-Weltmeistertitel gewertet wurde. Im Nationaltrikot erzielte Ševčík in 95 Länderspielen 26 Tore für die Tschechoslowakei.

## Erfolge und Auszeichnungen
- Tschechoslowakischer Meister 1962–1966
- Olympische Silbermedaille 1968
- Silbermedaille bei den Weltmeisterschaften 1965, 1966, 1968
- Bronzemedaille bei den Weltmeisterschaften 1969, 1970
- Aufnahme in die Tschechische Eishockey-Ruhmeshalle 2014